# Jan Vlastislav Plánek
Jan Vlastislav Plánek (též Jan Vlastimil, 15. května 1789 Vlachovo Březí  – 18. června 1865 Strakonice) byl český truhlář, písmák, básník, kronikář, amatérský historik a obrozenec. Žil a tvořil ve Strakonicích, byl osobním přítelem Františka Ladislava Čelákovského či Josefa Jungmanna a dopomáhal rozvíjet ideály tzv. českého národního obrození v jihozápadních Čechách.

## Život

### Mládí
Narodil se v městečku Vlachovo Březí nedaleko Prachatic v jihozápadních Čechách, v českém jazykovém prostředí, které ve druhé polovině 18. století stále čelilo tendencím poněmčování, v nemajetné rodině. Vyučil se tesařskému řemeslu, následně odešel na několik let z Vlachova Březí sbírat pracovní zkušenosti. Po návratu pak převzal rodinnou živnost, který mu zanechali jeho již staří rodiče. Byl autodidaktem, naučil se číst a psát bez školního vzdělání.

### Ve Strakonicích
Po svatbě v roce 1808 se přestěhoval za novou rodinou do Strakonic, kde rovněž pracoval jako truhlář. Zde se později seznámil s básníkem Františkem Ladislavem Čelákovským a spřátelili se s ním. Pod jeho vedením rozvinul svůj kulturní rozhled, získal touhu po četbě a vzdělání. Rovněž se okolo roku 1817 začal pokoušet o tvorbu drobných děl, která Čelákovský četl a opravoval. Zpočátku Plánek četl historické knihy a básnické sbírky, postupně se dostal k filozofickým a lingvistickým dílům. Některé jeho básně byly otištěny v časopise Čechoslav, jeho česká pietní báseň u příležitosti úmrtí člena Řádu maltézských rytířů (historických držitelů Strakonic) Pavla Skaly byla pak vydána jako leták. Patřil k nemnoha tehdy tvořícím českým básníkům. Rovněž se účastnil raného ochotnického divadelního života ve městě: roku 1817 účinkoval při nastudování Štěpánkovy činohry Korytané v Čechách strakonickými studenty.

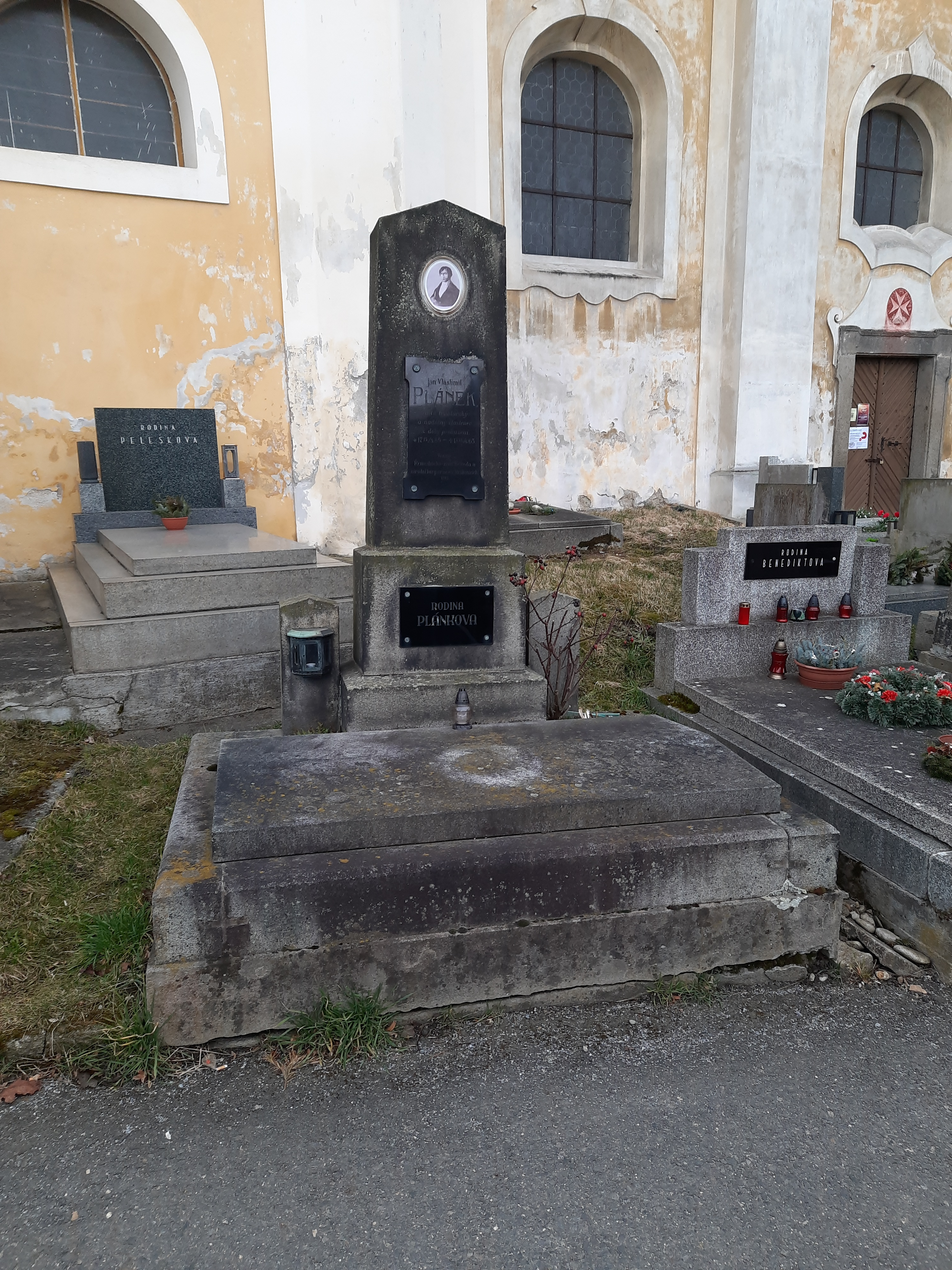
Plánkova hrobka na Svatováclavském hřbitově ve Strakonicích

V pozdějších letech, přičemž nadále provozoval tesařskou a truhlářskou živnost,  sbíral podklady k historii svého bydliště, Strakonic, kterou hodlal sám sepsat. Jak daleko jeho projekt pokročil a co se stalo s bohatými materiály po jeho smrti, není známo. Až do stáří pracoval jako tesař; o jeho zručnosti mohly svědčit např. lavice ve strakonické synagoze, které v roce 1859 vlastnoručně vyrobil. Byl váženou figurou tehdejšího strakonického života, ve městě jej pak navštěvovaly přední osobnosti českého národního obrození, jako např. Josef Jungmann, Jan Evagelista Purkyně či Jakub Malý. 

### Úmrtí
Jan Vlastislav Plánek zemřel 18. června 1865 ve Strakonicích ve věku 76 let. Pohřben byl na městském Svatováclavském hřbitově.

### Po smrti
V jeho rodném Vlachové Březí přijala jméno Plánek zdejší řemeslnická beseda, jenž se postarala o slavnostní umístění pamětní desky na jeho rodný domek. Řemeslnická beseda Čelakovský spolu se pěveckými spolky ve Strakonicích pak zafinancovala Plánkův pomník na jeho rodinné hrobce s podobiznou. Ulice, ve které ve Strakonicích žil a měl svou truhlárnu, byla po jeho smrti přejmenována na ulici Plánkova.